# Rick Allen (homme politique)
Richard Wayne Allen dit Rick Allen, né le 7 novembre 1951 à Augusta (Géorgie), est un homme politique américain, représentant républicain de Géorgie à la Chambre des représentants des États-Unis depuis 2015.

## Biographie
Rick Allen est originaire d'Augusta dans le comté de Richmond en Géorgie. Il grandit dans une ferme du comté voisin de Columbia. Il quitte la Géorgie pour étudier à l'université d'Auburn, en Alabama, dont il sort diplômé en 1973. Il revient ensuite à Augusta pour fonder en 1976 une entreprise de construction R.W. Allen & Associates.
En 2012, il se présente à la Chambre des représentants des États-Unis dans le 12e district de Géorgie. Durant la primaire, il s'oppose principalement à l'avocat d'Evans, Wright McLeod. C'est pourtant l'ancien représentant d'État Lee Anderson qui arrive en tête du premier tour avec 34 % des suffrages, devant Allen (26 %) et McLeod (25 %). Au second tour de la primaire, Allen est battu de 159 voix par Anderson, qui perd finalement l'élection face au démocrate sortant John Barrow.
Allen est à nouveau candidat en 2014. Il remporte la primaire républicaine dès le premier tour avec 54 % des suffrages. Barrow est la cible des républicains depuis plusieurs élections, étant élu d'un district conservateur, notamment depuis le redécoupage des circonscriptions de 2012. Cependant, Allen a d'abord des difficultés à lever des fonds face au démocrate soutenu par la Chambre de commerce des États-Unis et la National Rifle Association of America. Il dépense cependant 1 million de dollars de sa fortune personnelle pour mener sa campagne, durant laquelle il tente de lier Barrow au président Barack Obama alors impopulaire. Allen est élu représentant avec 54,8 % des voix face à Barrow.
En mai 2016, il provoque une polémique. Avant le vote d'un amendement (finalement rejeté) pour interdire la discrimination envers les personnes LGBT, il cite des versets de la Bible selon lesquels les homosexuels méritent la mort,. Il est facilement réélu en novembre 2016, 2018, 2020, 2022 et 2024.